# Valve Index
Valve Index je helma pro virtuální realitu vyvinutá americkým výrobcem Valve v roce 2019.

## První kroky Valve v VR
Na začátku roku 2010 začala společnost Valve Corporation experimentovat s virtuální realitou. Výzkum technologií VR a AR ji přivedl ke spolupráci se společností HTC a vytvoření HTC Vive v roce 2016, jedné z prvních VR helem.
Na základě zkušeností a zpětné vazby od uživatelů společnost Valve pokračovala v práci na VR, což vedlo k vytvoření vlastní VR helmy Valve Index, jejíž vývoj byl zahájen již v roce 2015, před vydáním helmy pro virtuální realitu HTC Vive.

## Specifikace Valve Index

### Displej
Dva RGB LCD displeje s technologií IPS a rozlišením 1440×1600 pixelů (celkem 2880×1600). Výchozí obnovovací frekvence je 120 Hz s možností přepnutí až na 144 Hz, což představovalo výhodu oproti Oculus Rift S s 80 Hz a HTC Vive Pro s 90 Hz.

### Audio systém
Mimoušní reproduktory s technologií blízkého pole a frekvenčním rozsahem 40 Hz – 24000 Hz s měniči BMR 37,5 mm a mikrofonem s výstupem AUX 3,5 mm.

### Zorné pole a čočky
Zorné pole přesahuje standardních 110° o 20° (130°) díky zkosenému uspořádání obrazovky a čočkám s dvojitým prvkem, které poskytují široké zorné pole a dobré vykreslení obrazu. Tyto čočky pomáhají snížit efekt „síťoviny“ (screen door effect), který je častý u starších modelů, jako je například Oculus Rift, a je způsoben mezery mezi pixely na displeji.

### Charakteristiky sledování a ovladačů
Ovladače Knuckles podporují sledovací systém Valve Lighthouse 2.0. Sledování probíhá pomocí 5 stereofonních kamer s funkcí sledování v reálném čase. Senzory SteamVR 2.0, kompatibilní se základními stanicemi SteamVR 1.0 a 2.0.
Ovladače umožňují sledování jednotlivých prstů, každý s 87 senzory, které reagují na sílu stlačení a pomáhají hráčům a reprodukovat i složitá gesta, jako je například gesto „koza“. Na rozdíl od gamepadů Oculus Rift nebo HTC Vive se připevňují na dlaň pomocí nastavitelných popruhů, takže je nemusíte držet v ruce.  

### Systémové požadavky a připojení k počítači
Minimální hardwarové požadavky doporučeně společností Valve – Procesor Intel Core i5, 16 GB RAM, grafický adaptér NVIDIA GTX 1070 nebo AMD RX 480. Připojení přes DisplayPort a USB 3.0.

## Hry a aplikace
Hra pro virtuální realitu Half-Life: Alyx byla vytvořena pro použití ve spojení s Valve Index. Valve Index je optimalizován pro SteamVR, takže je kompatibilní mimo jiné s hrami jako Beat Saber a The Elder Scrolls V: Skyrim VR. Podpora rozhraní OpenVR API zajišťuje širokou kompatibilitu s platformami Oculus a Viveport a hrami mimo Steam.